# 윤태선
윤태선(尹泰善, 1955년~)은 한국계 미국인 만화가이다.